# قناة الشارقة
تلفزيون الشارقة
التابعه لمؤسسة الشارقة للإعلام ، تلفزيون إماراتي فضائي مباشر، بدأ بثه الارضي سنة 1989 والفضائي 1996 ، وتقدم القناة العديد من البرامج الثقافية والدينية والمنوعة
حيث افتتحه سمو الشيخ الدكتور/ سلطان بن محمد القاسمي – عضو المجلس الأعلى للاتحاد حاكم الشارقة

## الأعمال
وقد ملف الإعلامي الكبير أحمد سالم بوسمنوه بإنشائه وكان المدير العام للتلفزيون في ذاك الوقت وباشر إرساله الفضائي في مطلع شهر أكتوبر 1996م، ثم استحدث قناة جديدة لبث البرامج الدينية وقد تم العمل بها رسمياً في 22 مارس 1997م بأكثر من لغة ..
وفي سبيل خدمة المسلمين في الجانب الغربي من الوطن العربي، وبمكرمة خاصة من سمو الشيخ الدكتور سلطان بن محمد القاسمي عضو المجلس الأعلى للاتحاد حاكم الشارقة، جرى تزويد مقر بعثة الإمارات في نواكشوط بأجهزة إعادة بث تتيح للشعب الموريتاني مشاهدة القناة الفضائية بشكل منتظم، ويتم استقبالها بالهوائيات.العادية دون الحاجة إلى أطباق لاقطة وفي إطار برامج المحطة، فإن اهتماماً خاصاً أولي للإنتاج المحلي، حيث هو الإنتاج الوحيد القادر على متابعة وإنماء وكشف كل جوانب الخير والعطاء في مجتمعنا، وهو الوحيد أيضاً الذي يمكن أن يعطي هذا المجتمع قيمنا الحقيقية العربية والإسلامية، وتصل نسبة الإنتاج المحلي على خريطة البرامج المقدمة، بعد ما أصبح البث فضائياً إلى 85 %.
وفي إطار الإنجازات كذلك مشاركة تلفزيون الشارقة في مهرجانات القاهرة للإذاعة والتلفزيون وذلك ابتداء من عام 1997م وحتى الآن. وحصوله على العديد من الميداليات الذهبية والفضية والبرونزية وشهادات التقدير.
وفي اجتماع اللجنة العليا للتنسيق بين المحطات الفضائية ، والذي عقد في بيروت في أغسطس عام 1997 تم اعتماد قناة الشارقة الفضائية (قناة العرب الثقافية).

## تعدد اللغات
ماجعل تلفزيون الشارقة متميزاً أنه نطق بلغات عدة، وفي هذا الصدد يوضح رئيس تحرير الأخبار العالمية علي الهباهبة، ان «هذا الإجراء كان مفرحاً للجميع، لأنهم وجدوا أن هذا التلفزيون يمثلهم، ويستوعب همومهم وحاجاتهم، كما يلبي ما يريدون من برامج فنية وثقافية منوعة وهادفة، وبلغات هي اللغة العربية الأم واللغة الإنجليزية والأوردية والفرنسية، ويحسب لتلفزيون الشارقة أنه كان المحطة الوحيدة (خليجياً)، التي قدمت مسلسلات باللغة الأوردية، وأخباراً باللغات كافة، إضافة إلى تقديم برامج توعوية وارشادية لغير الناطقين بالعربية والفرنسية، وأذكرأن بداية الإرسال بالأوردية كانت في الثانية ظهراً، والإنجليزية في الثالثة، والعربية من الرابعة حتى منتصف الليل».

## البث الفضائي
بدأ البث الفضائي في 1 أكتوبر 1996م على القمر الصناعي العربي عربسات على الترددات التالية: - عربسات 2 أ 26 درجة شرق - التردد الهابط 25ر3720 ميجاهيرتز - تردد الاستقبال 75ر1429 ميجاهيرتز - تردد الصوت 6ر6 ميجاهيرتز كما قامت المحطة بعقد اتفاقية تبادل برامجي وتسويق البرامج الدرامية مع التلفزيون الباكستاني، وكذلك اتفاقية تعاون وتبادل ثقافي واعلامي مع التلفزيون السوري.
يبث التلفزيون برامجه على ست موجات هي : (22,25,27,28,54، 57) لكل منها وجهة تغطيها، بالإضافة إلى أن هناك محطات تقوية موزعة في مناطق عدة.

## الترددات والبث
| القمر       | التردد | الاستقطاب | الترميز | التصحيح | المنطقة      |
| ----------- | ------ | --------- | ------- | ------- | ------------ |
| بدر 6       | 11862  | عمودي     | 27500   | 3/4     | الوطن العربي |
| نايل سات    | 11012  | عمودي     | 27500   | 5/6     | الوطن العربي |
| هوتبيرد 13ج | 11747  | افقي      | 27500   | 3/4     | اوروبا       |
| اسيا سات 5  | 3820   | عمودي     | 27500   | 3/4     | اسيا         |
| عرب سات 5ج  | 3934   | افقي      | 27500   | 7/8     | افريقيا      |

### البث الارضي الكابلي
- محطات الشارقة

## برامج القناة[2]
- برنامج الخط المباشر:تم تقديم أول حلقة منه في إذاعة الشارقة في العام 2006، وبعد نجاحه تحول البرنامج إلى تلفزيوني وإذاعي في 13 من نوفمبر 2011، وقد عززت  النتائج الإيجابية للبرنامج المصداقية والثقة بين المسؤولين والجمهور داخل الدولة وخارجها، و مكن البرنامج من الفوز بجوائز وإشادات مهمة[3]
- برنامج صباح الشارقة
- برنامج فتاوي
- برنامج أماسي
- برنامج في رحاب سورة
- برنامج واحة الشعر:يقدم نماذج من تحف  الشعر العربي، تسهم في تعزيز  المشهد الشعري على مستوى دولة الإمارات، ويعرض مساء كل إثنين.[4]
- برنامج منشد الشارقة الصغير[5]

## الجوائز
- فاز تلفزيون الشارقة بجائزة أوائل الإمارات لعام 2016 عن أفضل محتوى إعلامي داعم للقراءة[6]

- فاز برنامج مكتبات الذي تعده وتقدمه الإعلامية علياء المنصوري لتلفزيون الشارقة بجائزة العويس للإبداع في دورتها 28- لعام 2023 ضمن فئة أفضل برنامج ثقافي أو اجتماعي محلي "تلفزيوني–إذاعي"[7]
- فاز كل من  برنامج الأطفال "نجوم العلم" عن فئة جائزة برامج الأسرة والطفل،من إنتاج تلفزيون الشارقة، وبرنامج صوت التلاوة، الذي أنتجه تلفزيون الشارقة لموسمين متتاليين، وذلك عن فئة جائزة البرامج الدينية،في الدورة الـ15 من مهرجان الخليج للإذاعة والتلفزيون لعام 2022[8]